# Citipost

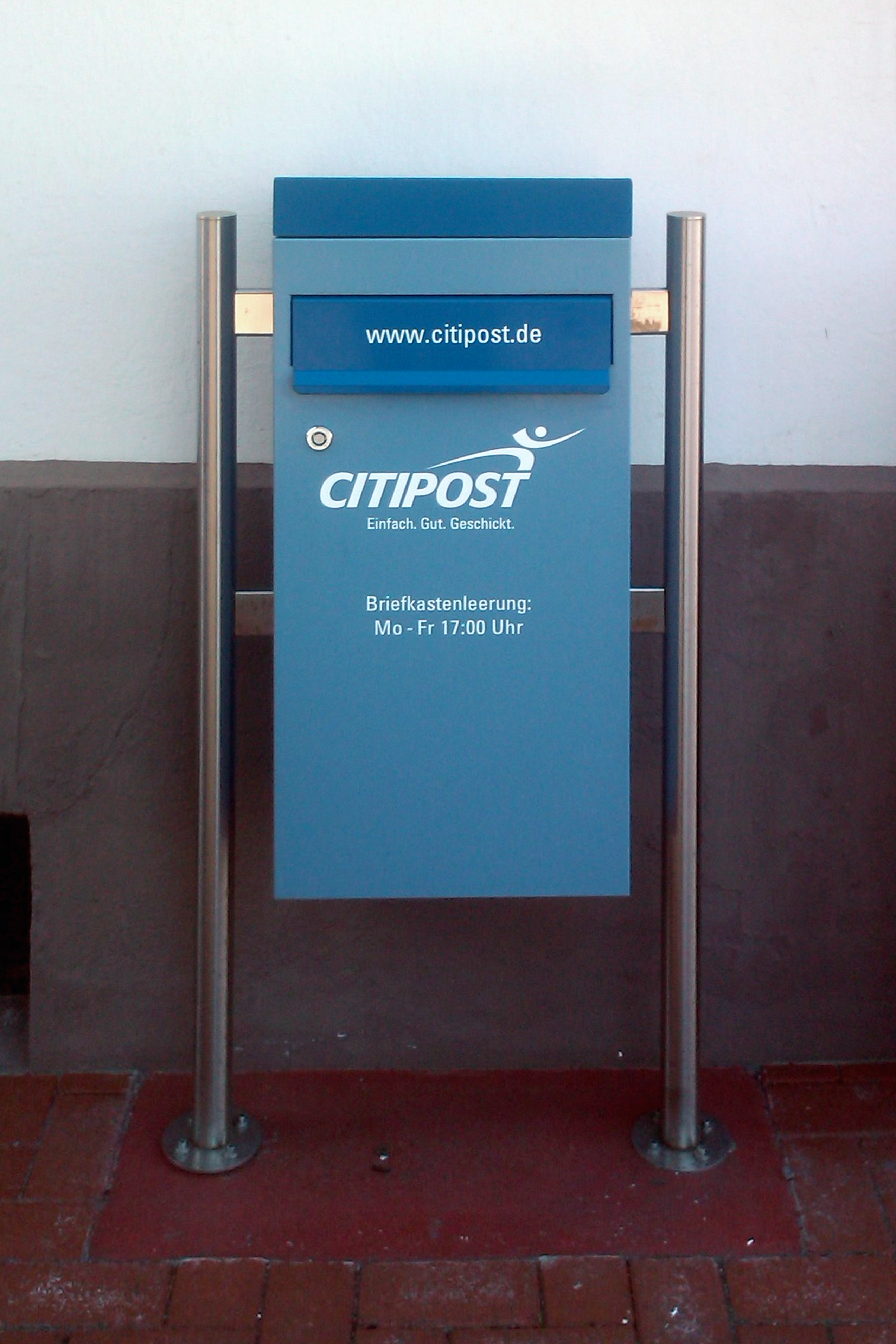
Citipost-Briefkasten

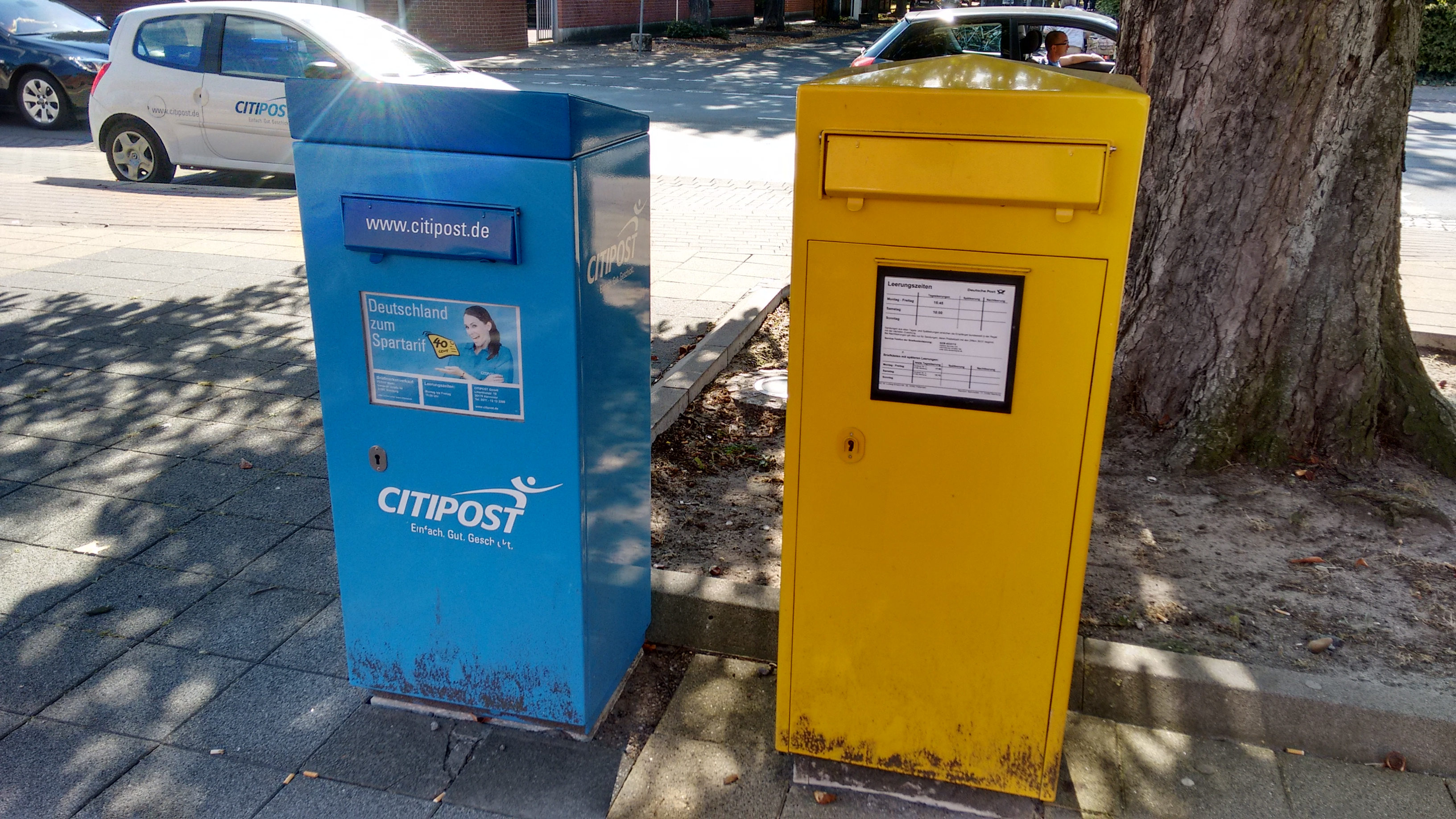
Briefkästen der Citipost und der Deutschen Post am Bahnhof Nienburg (Weser)

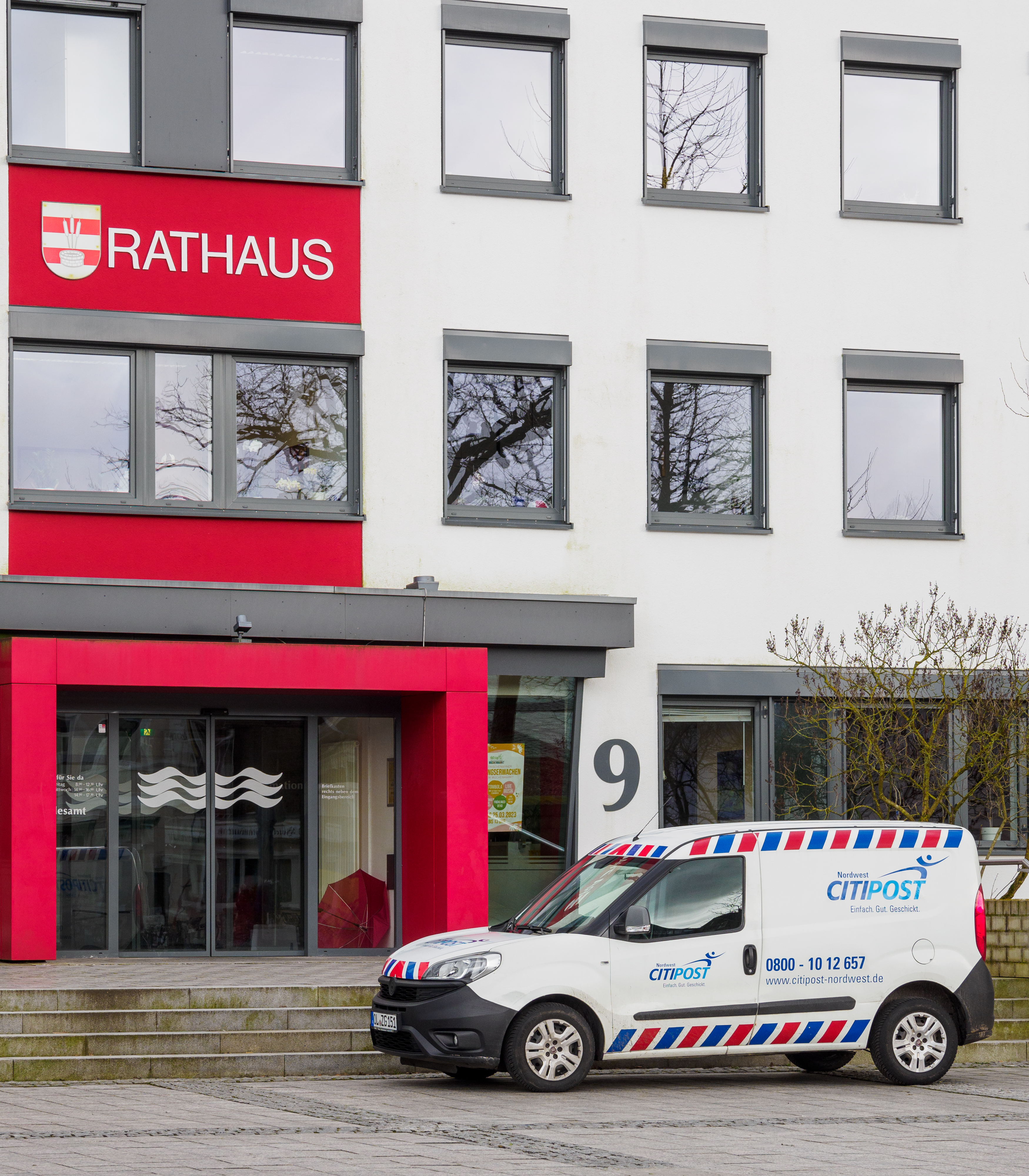
Citipost Zustellfahrzeug in Bad Zwischenahn

Citipost ist ein regionaler Postdienstleister mit Sitz in Hannover und eine hundertprozentige Tochtergesellschaft der Madsack Mediengruppe. Das Zustellgebiet der CITIPOST umfasst einen Großteil von Niedersachsen mit den Regionen Hannover, Celle, Gifhorn und Peine. Mehr als 1.500 Zusteller stellen bis zu 300.000 Sendungen für über 1.700 Kunden zu. Es bestehen über 400 Briefkastenstandorte und so genannte Service Points.

## Geschichte
Die Briefzustellung wurde im Februar 1999 aufgenommen. Im Jahr 2005 wurden 26 Millionen (2012 waren es 44,4 Millionen) Sendungen zugestellt. Im Juni 2007 ging Citipost in die PIN-Gruppe auf, wurde aber im April 2008 durch die Verlagsgesellschaft Madsack wieder zurückgekauft. Im September 2008 firmierte das Unternehmen wieder in Citipost GmbH um.
Am 11. August 2009 wurde die Citipost-Verbund-GmbH gegründet. Das Ziel der neuen Gesellschaft ist die Schaffung eines gemeinsamen Angebotes im Bereich der Postzustellung. Die Vernetzung der einzelnen Gesellschafter, die gemeinsam ein Gebiet mit mehr als 11 Millionen Einwohnern abdecken, wird künftig über die Verbundgesellschaft erfolgen. Weitere Ziele sind: Einheitliche Logistikstrukturen, Qualitätsstandards, zeitnaher Austausch der Briefmengen, die Betreuung von regionalen Großkunden und die Anbindung des Verbundnetzes an Kooperationen von Postdienstleistungsunternehmen in anderen Teilen Deutschlands.
Weiterhin wird eine Hauptumschlagsbasis (HUB) in Autobahnnähe zwischen Hannover und Walsrode errichtet. An der Citipost-Verbund-GmbH sind alle 24 Partnerunternehmen beteiligt. Dabei handelt es sich durchgängig um Postunternehmen mit Beteiligungen der jeweiligen regionalen Zeitungsverlage.
Im November 2009 hat Citipost im Stadtgebiet Hannover 76 Briefkästen aufgestellt, sodass Kunden mit kleinerem Briefaufkommen die Dienstleistungen der Citipost in Hannover nutzen können. Aber nicht nur in Hannover gibt es Briefkästen, so hat die Citipost Bremen in Kooperation mit der Bremer Straßenbahn (BSAG) bereits 2007 in allen Schienenfahrzeugen Briefkästen (CITIbox) angebracht.
Am 19. Januar 2010 erfolgte die Gründung der Mailworxs GmbH unter Federführung der TNT Post Deutschland. Gründungsmitglied der Mail Alliance (Mailworxs GmbH) ist die Citipost GmbH.
Seit dem 24. Februar 2012 befördert die Citipost GmbH die gesamte Post deutschlandweit.
Vom 1. Dezember 2011 bis zum 31. Dezember 2019 wurden in 94 Penny-Filialen in den Regionen Hannover, Hameln, Hildesheim, Nienburg und Peine Citipost-Briefmarken verkauft. Der Briefdienstleister entwickelte eigens für Penny eine Briefmarkenserie mit dem Werbeslogan „Erstmal zu Penny“.

## Geschäftstätigkeit und -ergebnisse
Das räumliche Zustellgebiet von Citipost umfasst nach eigenen Angaben „einen Großteil von Niedersachsen mit den Regionen Hannover, Celle, Gifhorn und Peine“.
Im Geschäftsjahr 2012 wurden 44,4 Millionen Sendungen (einschließlich an die Deutsche Post AG zum Zwecke der Zustellung weitergeleitete Briefe) von der Citipost GmbH befördert; 2011 waren es 44,8 Millionen Sendungen. Die Umsatzerlöse im Geschäftsjahr 2012 beliefen sich auf rund 20 Millionen Euro, der Jahresfehlbetrag auf etwa 729.000 Euro. Das Geschäftsjahr 2011 schloss die Citipost GmbH mit einem Jahresfehlbetrag von circa 350.000 Euro bei einem Umsatz von rund 20 Millionen Euro ab. 2012 beschäftigte die Citipost GmbH durchschnittlich insgesamt 115 Mitarbeiter sowie 4 Auszubildende, 2011 waren es durchschnittlich 121 Mitarbeiter und 4 Auszubildende. Es besteht eine Rangrücktrittserklärung seitens der alleinigen Gesellschafterin Verlagsgesellschaft Madsack.

## Markenpartnerschaft
Folgende rechtlich selbstständige Postunternehmen bilden die Markenpartnerschaft Citipost:
- Citipost-Verbund-GmbH Hannover (An der Citipost-Verbund-GmbH sind 24 Partnerunternehmen beteiligt.)
- Citipost Hannover (Citipost GmbH, die Verlagsgesellschaft Madsack ist mit 100 % alleiniger Eigentümer.)
- Citipost Göttingen (Citipost Göttingen GmbH, die Verlagsgesellschaft Madsack ist mit 99 % an der Citipost Göttingen beteiligt.)
- Citipost Celle (Citipost Celle GmbH)
- Citipost Delmenhorst-Ganderkesee (dk Brief Post GmbH)
- Citipost Hildesheim (ehemals HilPost Hildesheimer Post- und Portoservice GmbH)
- Citipost Weserbergland (Deister- und Weserzeitung Verlagsgesellschaft mbH & Co. KG)
- Citipost Harz (Goslar + Osterode am Harz) (Medienhaus Krause Logistik GmbH & Co. KG und b.i.g. Sicherheit GmbH)
- Citipost Nordwest (Oldenburg) (CITIPOST Beteiligungsgesellschaft mbH, Oldenburg); die Postcon ist mit 33 % an der Citipost Nordwest beteiligt.[11]
- Citipost Bremen (Nordwest-Mail GmbH, aus der Bremer Tageszeitungen-Gruppe; die Postcon ist mit 50 % an der Citipost Nordwest Mail beteiligt.)
- Citipost Osnabrück (CPO Citipost Osnabrück GmbH & Co. KG)
- Citipost Stade (Pressehaus Stade Werbe- und Logistik GmbH & Co. KG; Stader Tageblatt)
- Citipost OWL GmbH & Co. KG (Mediengruppe Neue Westfälische (70 %) Mindener Tageblatt (15%) und Lippische Landes-Zeitung (15%).)
- Citipost Nordsee (Nordsee Zeitung GmbH)
- Citipost Zeven (Zevener Zeitung)
- Citipost Bremervörde (Bremervörder Zeitung Verlagsgesellschaft Borgardt mbH & Co. KG)
- Citipost Oldenburger Münsterland GmbH Vechta (ehemals m+s postservice GmbH)
- Citipost Norden GmbH & Co. KG (Citipost Norden Verwaltungs-GmbH)
- Citipost Hamburg (CITIPOST Beteiligungsgesellschaft mbH, Oldenburg)
- CITIPOST Rotenburg (InWiLog | Post-Service oHG, Rotenburg)